# Andeutungen über Landschaftsgärtnerei

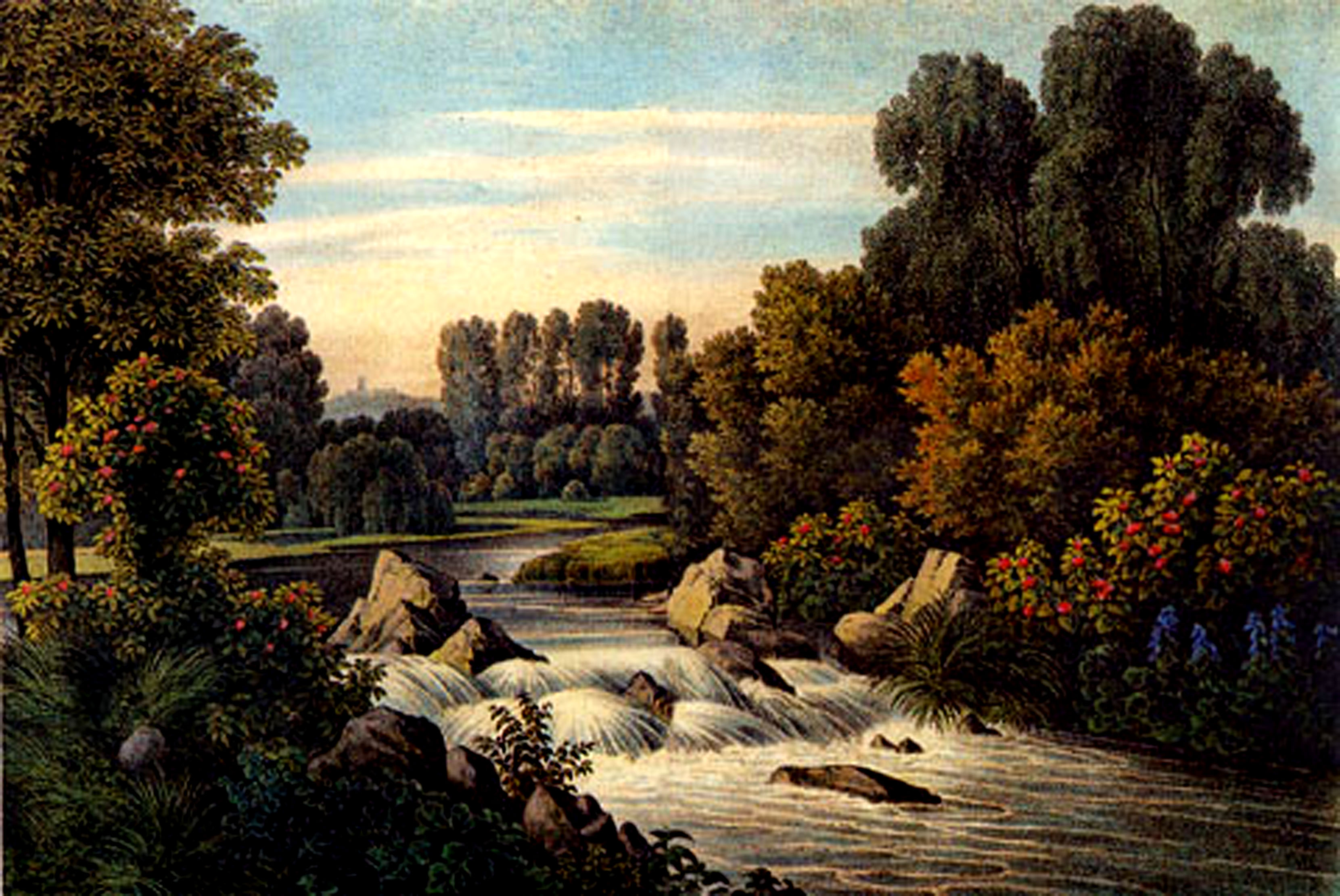
Illustrationstafel VIII der „Andeutungen“, „Gestaltung von Wehren“

Andeutungen über Landschaftsgärtnerei verbunden mit der Beschreibung ihrer praktischen Anwendung in Muskau ist der Titel eines reich illustrierten Buches von Fürst Hermann von Pückler-Muskau, das 1834 bei Hallberger in Stuttgart erschien. Mit ihm vermochte Pückler seine Intentionen der Landschaftsgestaltung einem breiteren Publikum nahe zu bringen. Es wurde eines der erfolgreichsten und prägendsten Fachbücher zur Landschaftsgestaltung des 19. Jahrhunderts und gilt laut Adrian von Buttlar als das „letzte berühmte Werk der Gartenliteratur“.

## Entstehung

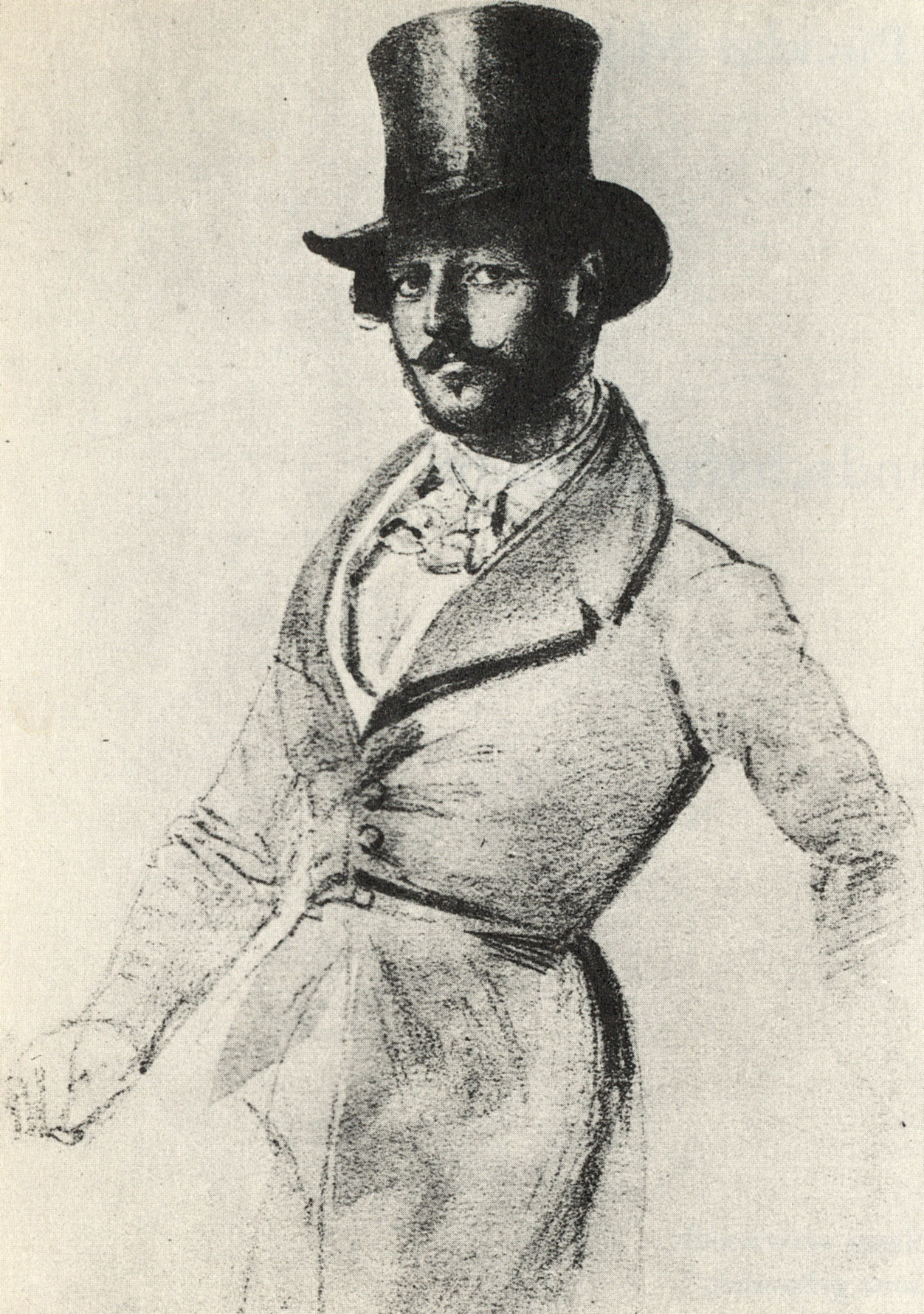
Bildnis Hermann von Pückler, Franz Krüger, um 1830

Graf Hermann von Pückler (1785–1871), seit 1817 mit der Tochter des Staatskanzlers Hardenberg vermählt, wurde 1822 in den erblichen Fürstenstand gehoben. 1811 hatte er die räumlich umfängliche „Standesherrschaft Muskau“ beiderseits der Lausitzer Neiße geerbt und bereits 1815 begonnen, die riesigen Ländereien zu arrondieren und landschaftsgärtnerisch auszuschmücken und begann hierfür bedeutende finanzielle Mittel zu investieren. Aufgrund Pücklers beständig angespannter Finanzlage hatte Hardenberg vor der Eheschließung seine Tochter enterbt.

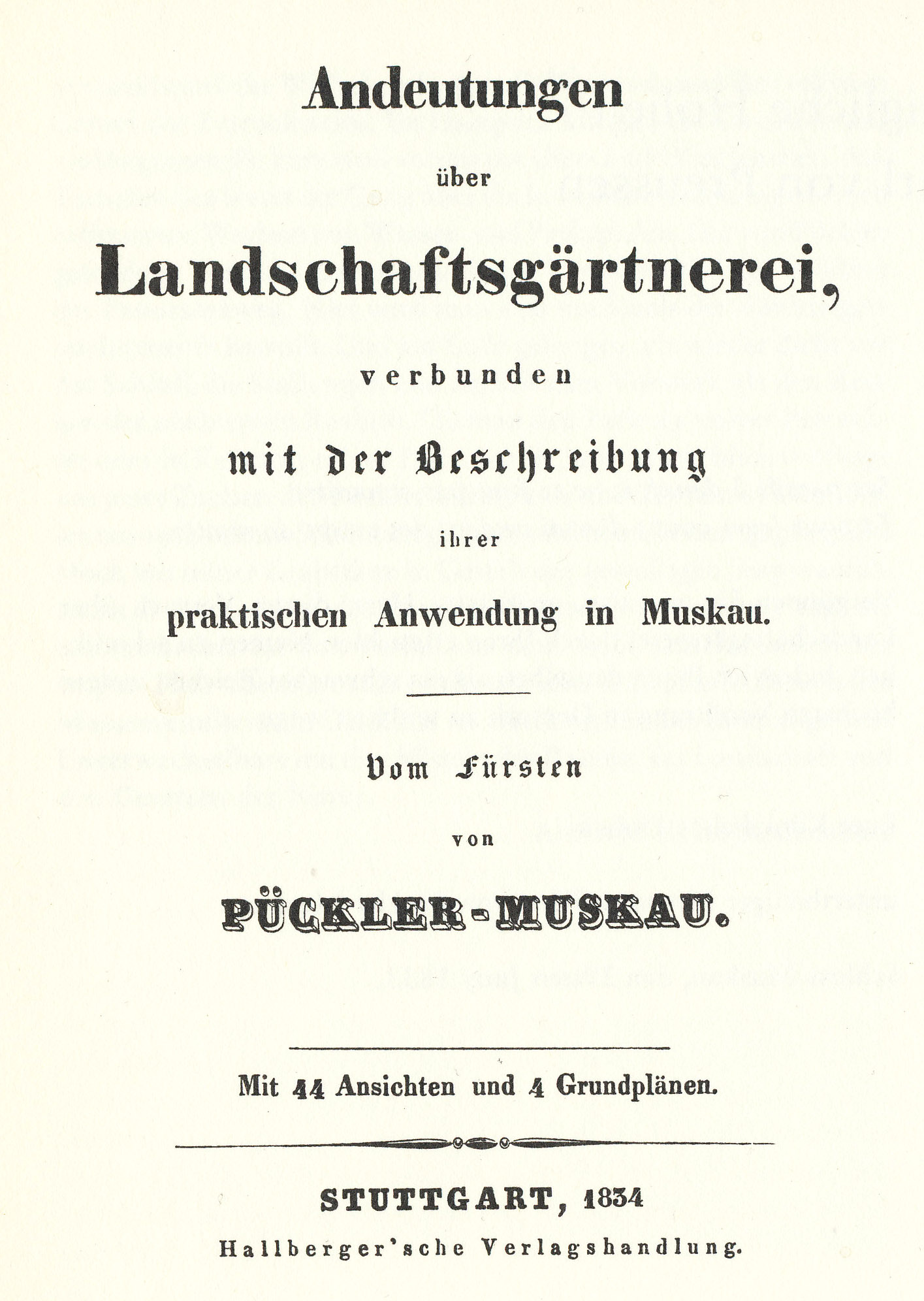
Titelblatt der „Andeutungen“

Ein gutes Jahrzehnt nachdem er mit der Landschaftsumgestaltung in Muskau begonnen hatte, reifte in Pückler der Gedanke ein Gartengestaltungs-Lehrbuch zu verfassen, das allerdings weniger ein handwerkliches, als ein ästhetisches Lehrbuch sein sollte. Weihnachten 1825 schrieb er an seine Frau Lucie: „[…] Gestern war ich sehr fleißig. Du weißt, daß ich den Plan habe, über Landschaftsgärtnerei eine kleine Broschüren herauszugeben, mit einem Atlas verbunden, der den Plan des Muskauer Parkes und den schönsten Ansichten enthält, in der Repton´schen Manier, wie es war und ist. Das es nun gut ist, so etwas bei Zeiten aufzusetzen, um es ein oder zwei Jahre lang verbessern zu können… Obgleich alles nur so kurz als möglich gefaßt, und nichts gesagt ist, als zur Sache gehört und …nicht mehr als 50 bis 60 gedruckte Seiten enthalten wird, so bin ich doch überzeugt, daß sehr großen Nutzen stiften wird, und wesentlich dazu beitragen kann, den reicheren Theil der Nation zu mehr Geschmack und Schönheitssinn zu erwecken, als sie bisher zeigten. […]“ Die erwähnte „Repton’sche Manier“ bezieht sich auf den britischen Gartengestalter Humphry Repton und dessen Werke Observations on the Theory and Practice of Landscape Gardening (1803) und Fragments on the Theory and Practice of Landscape Gardening (1816).
Die Anlage des Muskauer Landschaftsparks und der aufwändige Lebensstil des Fürsten brachten ihn an den Rand des finanziellen Ruins. Das Ehepaar einigte sich darauf, dass der finanziellen Misere am einfachsten durch Neuverheiratung des Fürsten mit einer reichen Erbin abzuhelfen sei und ließ sich 1826 einvernehmlich scheiden ohne sich zu trennen. 1825 bis 1829 verbrachte der Fürst längere Zeiträume in Großbritannien und studierte dort sowohl die Gesellschaft, als auch die Gartenkunst. Allerdings ohne eine geeignete Ehepartnerin zu gewinnen, zumal seine Absichten in der britischen Gesellschaft nicht unbemerkt geblieben waren.

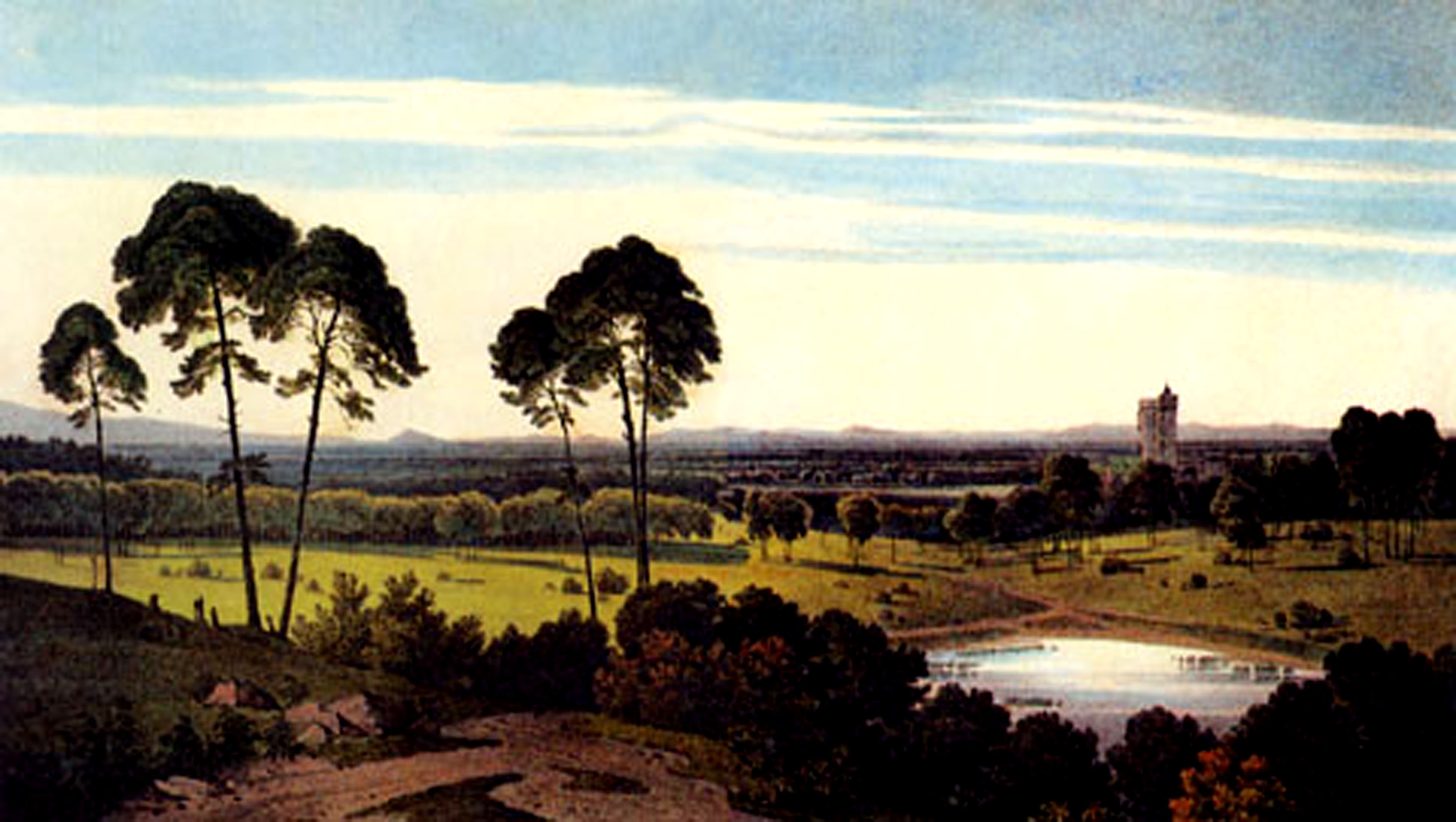
Illustrationstafel XXXVIII „Blick über das weite Land auf das Riesengebirge, Rechts vorn die Burg“

Das wichtigste Ergebnis der britischen Studien Pücklers wurden seine literarischen Werke, so die allgemein bekannt und beliebt werdenden Briefe eines Verstorbenen (4 Bände 1830 bis 1831) oder Tutti Frutti (5 Bände 1834). Die „Andeutungen“ entstanden also in einer fruchtbaren Phase von Pücklers schriftstellerischem Schaffen. Während die übrigen Werke Pücklers unter Pseudonym veröffentlicht wurden, erschienen die „Andeutungen“ unter seinem tatsächlichen Namen.
Nach der Veröffentlichung begab sich Pückler bis 1840 auf eine sechsjährige Reise, von der er viele Erlebnisse und eine Geliebte nach Muskau brachte, aber nicht die für ihn wichtigen finanziellen Mittel. 1845 war er gezwungen, Muskau zu verkaufen und seine landschaftsgärtnerischen Ambitionen im sehr viel kleineren Branitzer Park umzusetzen. War also bei der Veröffentlichung der „Andeutungen“ noch an die Verwirklichung der einzelnen Parkpartien gemäß der Beschreibung der drei Fahrten gedacht, so wurden sie nun zum Vermächtnis für den neuen Eigentümer, dem Prinzen Friedrich der Niederlande.

## Vorbilder

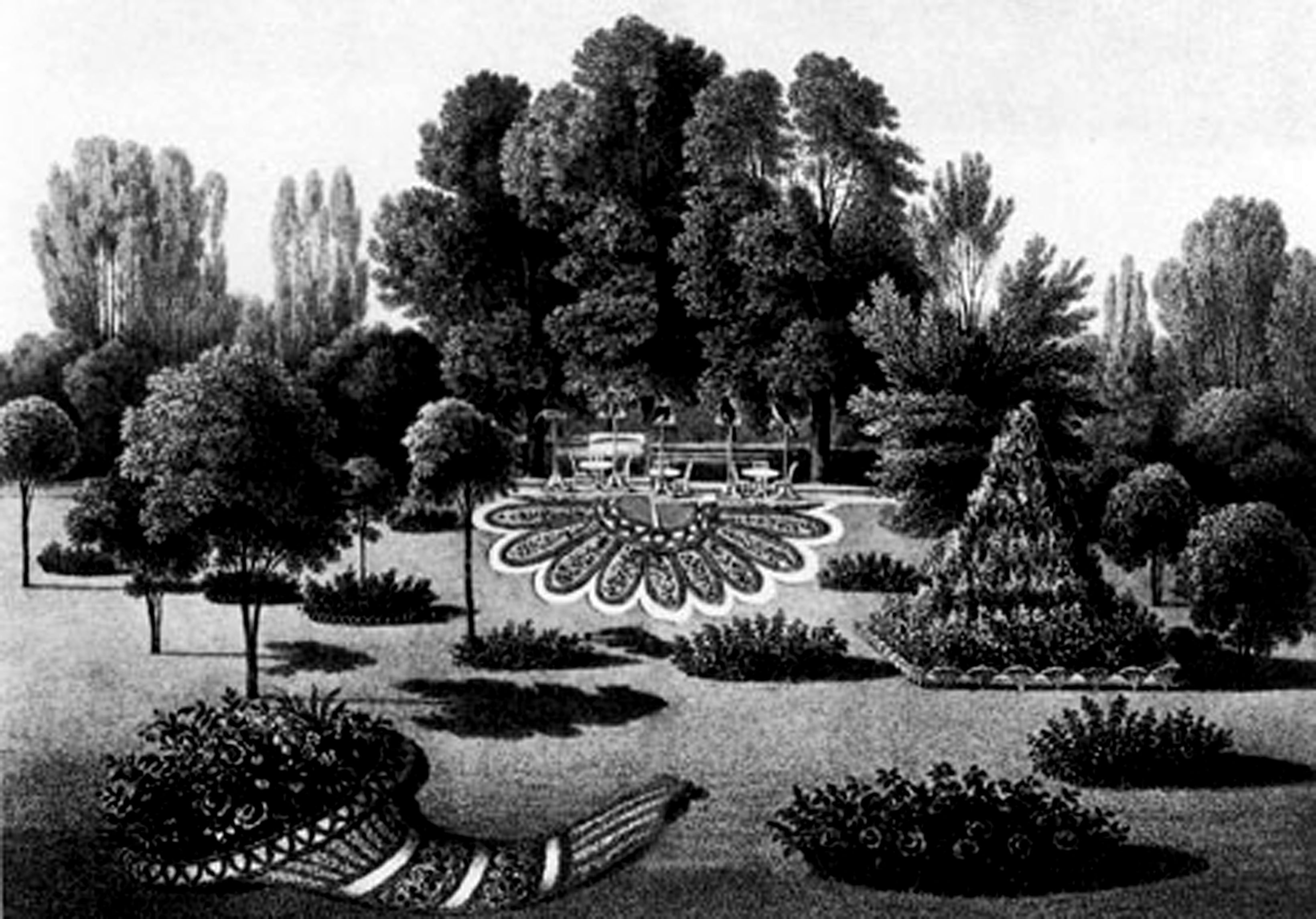
Illustrationstafel XII „Der Blumengarten vom Thurmbalcon des Schlosses aus gesehen“

Pückler kannte selbstverständlich die klassische Literatur zur Landschaftsgartengestaltung, so Christian Cay Lorenz Hirschfelds umfängliche Theorie der Gartenkunst (5 Bände, 1779–1785). Oder Humphry Reptons (1752–1818) drei bedeutendste Schriften: Sketches and Hints on Landscape Gardening (1795), Observations on the Theory and Practice of Landscape Gardening (1803), und Fragments on the Theory and Practice of Landscape Gardening (1816) sowie Friedrich Ludwig Sckells (1750–1823) Beiträge zur bildenden Gartenkunst für angehende Gartenkünstler und Gartenliebhaber (1818 und 1825).
Pückler folgte im Wesentlichen diesen Vorbildern in der Schilderung und in Teilen der Illustrationsweise. Darin unterscheidet er sich von der nach ihm erscheinenden Gartenliteratur, wie beispielsweise Hermann Jägers Gartenkunst und Gärten sonst und jetzt (Berlin 1888), die bereits reflektorisch im Sinne einer Gartenkunst-Geschichte die Gestaltungsweisen schildern. Doch unterscheiden sich die „Andeutungen“ von den vorgenannten Werken durch die literarische Qualität, namentlich den ironischen Humor und die vielen, sehr malerischen Illustrationen als Tafelwerk handkolorierter Lithografien.

## Illustrationen

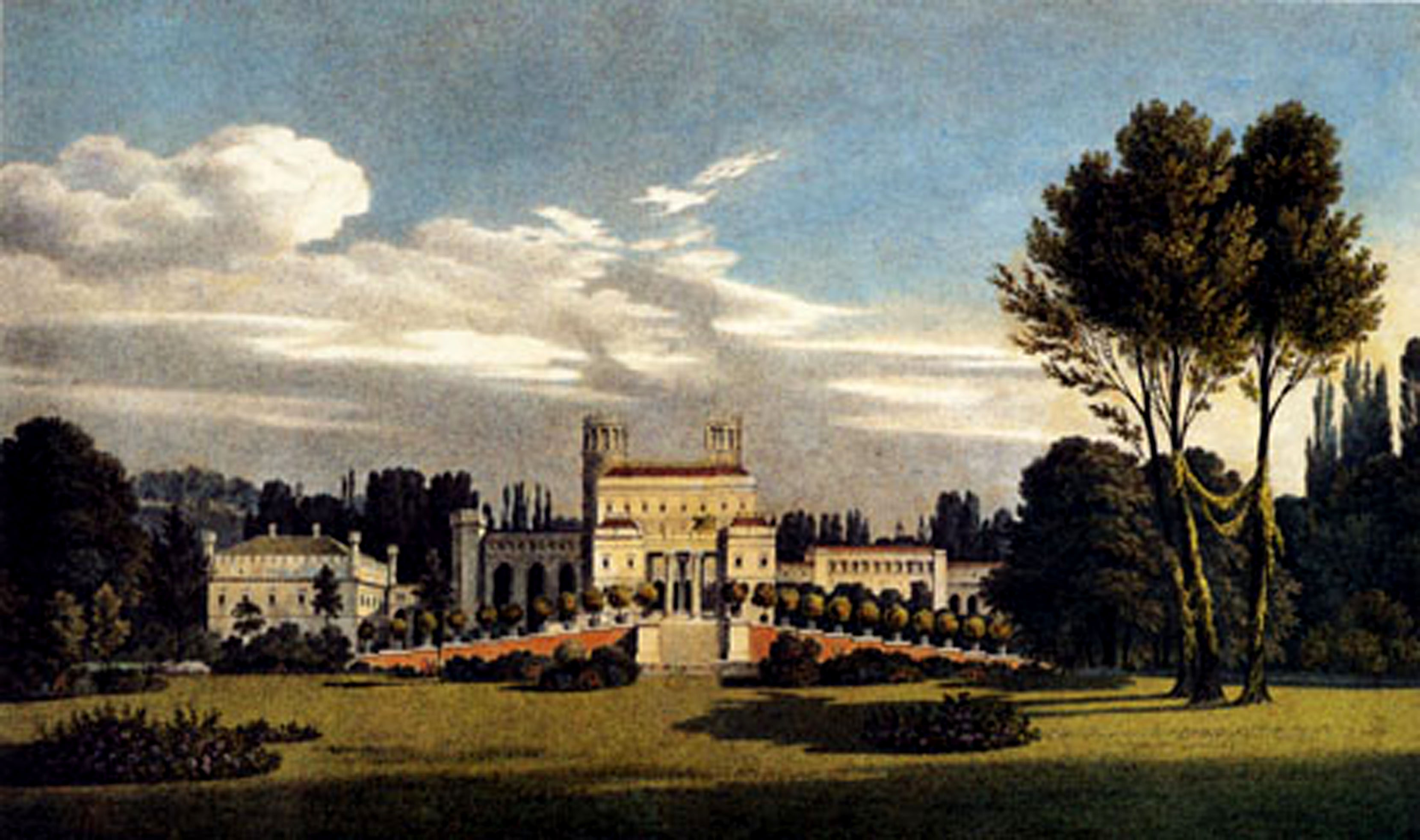
Illustrationstafel XV „Schloss und Rampe vom Bowling Green gesehen“

Karl Friedrich Schinkel plante seit 1820 Muskauer Um- und Neubauten für den vier Jahre jüngeren Fürsten. Entsprechend zog dieser ihn auch in die Überlegungen zur künstlerischen Ausstattung seines Landschaftsgarten-Buches ein. Schinkel schlug zunächst als Maler Friedrich Eduard Meyerheim vor, Pückler dagegen dachte an Franz Michaelis, der auch als Lithograf tätig war, aber von Schinkel abgelehnt wurde. Stattdessen brachte Schinkel den Maler August Wilhelm Ferdinand Schirmer ins Spiel, der sich als Vorlagenmaler der KPM eingehend mit Landschaftsveduten-Darstellung beschäftigt hatte.
Am 1. Mai 1832 schrieb Schinkel an Pückler: „Ich habe die feste Überzeugung gewonnen, daß zwei Künstler nötig sind: ein Zeichner und ein Lithograph. Der Zeichner ist vor allen Dingen aus den geschicktesten Landschaftsmalern auszuwählen, und ein wahrhafter Künstler in diesem Fach gibt sich nicht mit dem Zeichnen auf Stein ab, welches eine ganz besondere technische Kenntnis und Fertigkeit erfordert, die nur durch fortwährendes Verfolgen dieser Kunst gewonnen werden kann. Der eigentliche Landschaftsmaler hat hierzu weder Zeit noch Sinn. Er sorgt aber dafür daß der Lithograph charakteristische Originale in einer leichten, ansprechenden und für die Lithographie geeigneten Manier empfange. Einen solchen Zeichner habe ich nun in unserem vortrefflichen Landschaftsmaler Schirmer gefunden, welcher mir sehr billige und annehmbare Bedingungen für den vorliegenden Zweck gemacht hat. […] Für die Lithographien, wenn erst gute Originale gemacht sind, finden sich mehrere Künstler sowohl in Berlin als anderswo. Vorläufig haben Herr Schirmer und ich den Lithographen Herrmann hier ausgewählt, welcher eine Menge gelungener Steindrucke geliefert hat. Die Bedingungen kann derselbe erst dann stellen, wenn die Originale ihm vorgelegt werden, an welche also zunächst zu denken wäre.“

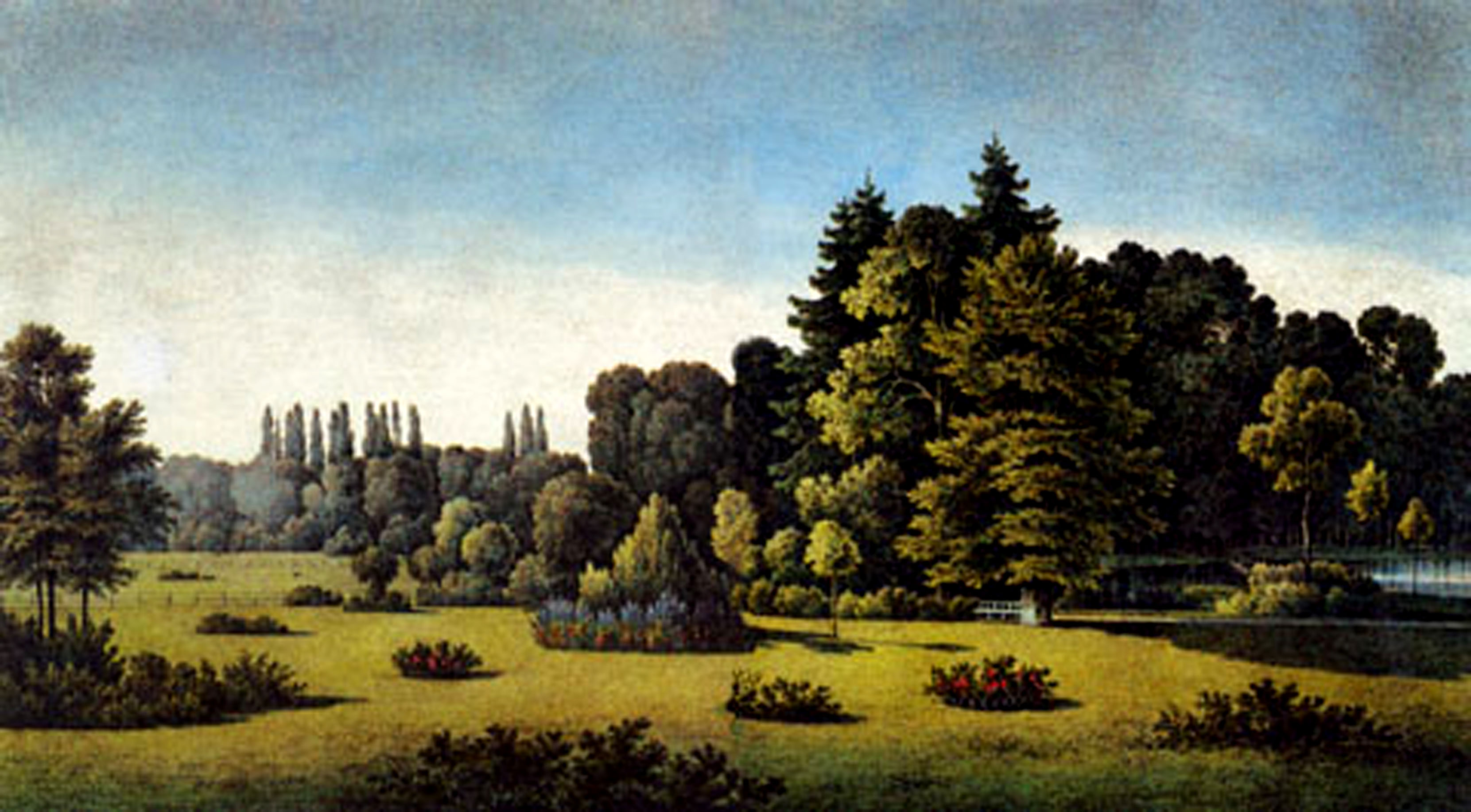
Illustrationstafel XVI „Aussicht vom Herrengarten“

Schirmer stellte die Bedingung, aufgrund seiner angespannten Finanz- und Familienverhältnisse einen Vorschuss zu bekommen und den in Muskau notwendigen Aufenthalt so zeitökonomisch wie möglich zu gestalten, wofür er 14 Tage kalkulierte. Pückler akzeptierte und so reiste Schirmer im Juni 1832 nach Muskau. Die Erstellung der Ansichten zog sich indes etwa über ein Jahr hin. Sie war sicher eine Herausforderung an Schirmer, da ja erst etwa ein Drittel der Anlagen gartenkünstlerisch gestaltet war.
Beate Schneider erläutert 1996 das künstlerische Vorgehen Schirmers für die „Andeutungen“: „Die bildkünstlerische Umsetzung der von Pückler gewünschten Landschaftsausschnitte verlangte genaues Messen und perfekte deskriptive Projektion. In der Komposition hielt sich Schirmer an bewährte Vorbilder aus der Vedutenmalerei. Die hintereinander geschobenen Vordergrundmotive und die Lichtperspektive verleihen den Ansichten eine große Tiefenwirkung. Mit solidem Können und handwerklicher Qualität, die er als Ansichtenmaler der KPM erworben hatte, schuf Schirmer […] exakte Vorlagen für die späteren Lithografien und es gelang ihm, den geistigen Entwürfen Pücklers einen wirklichkeitsnahen Bezug zu geben.“
Schinkel war offenbar sehr angetan von den Gartenansichten, denn er schrieb am 30. August 1833 an Fürst Pückler: „… [Schirmers] Arbeiten habe ich nach meiner Rückkehr gesehen und darüber eine außerordentliche Freude gehabt. Wenn die Ausführung [der Lithografien] den Originalzeichnungen nur einigermaßen gleichkommt, so wird das Werk die englischen an Wahrheit und Karakteristik der Darstellung bei weitem übertreffen. […] Die Arbeit ist weit über meine Erwartung gut ausgefallen, und ich kann Euer Durchlaucht nur zu unserem Funde dieses Künstlers Glück wünschen, denn ich wüßte keinen anderen, der mit der wahren Lieben zum Gegenstande, wie er, diese Arbeit hätte ausführen können. […]“

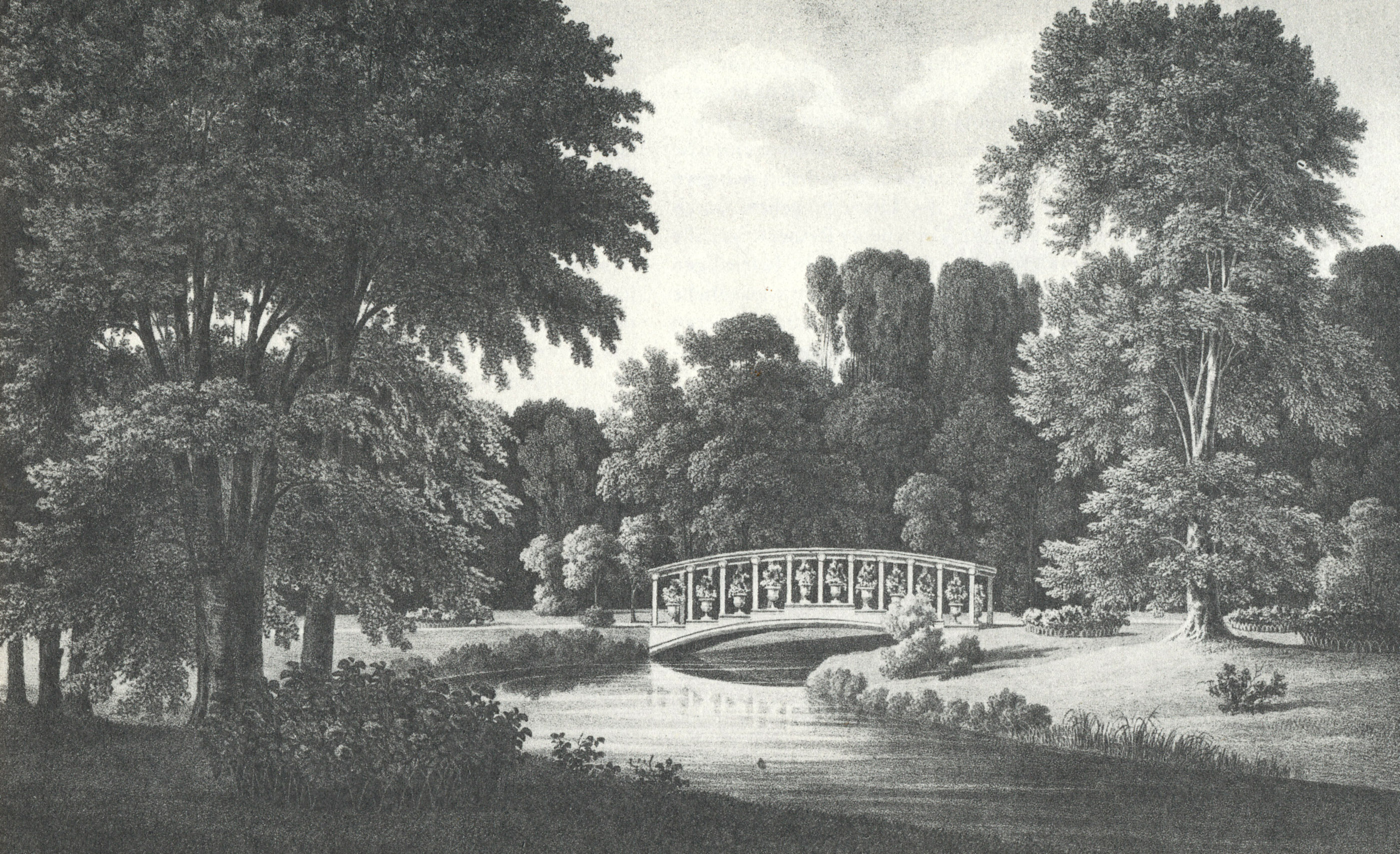
Andeutungen über Landschaftsgärtnerei, 1834, Tafel XXXI Blauer Blumengarten

Auch Pückler war mit dem Ergebnis sehr zufrieden. Nur Blatt XII, auf dem sich das Beet in Füllhorn-Form so „übel ausnimmt“ missfiel ihm, ein Detail, das auch dem heutigen Betrachter ins Auge sticht. Pückler versuchte noch in einem Brief vom 25. Dezember 1833 hier eine Korrektur vornehmen zu lassen, doch dies ließ sich aus Zeitgründen nicht mehr umsetzen. Die lange Zeit verloren geglaubten Vorlagen Schirmers zu den Lithografien tauchten 1992 wieder auf und wurden vom Fürst Pückler Museum – Park und Schloss Branitz in Cottbus erworben.
Schirmers Illustrationen in den „Andeutungen“ stellten also nicht den tatsächlichen, sondern den beabsichtigten Zustand dar. So ist auch das Schloss entsprechend in einer von Schinkel entworfenen, aber niemals baulich umgesetzten Gestalt dargestellt. Auch die an die Löwenburg in Wilhelmshöhe erinnernde Burganlage wurde ebenso wenig zu bauen begonnen wie die veröffentlichten Mausoleumsbauten.
Dass Schirmer ein so großes Geschick in der Darstellung von begonnenen, aber noch nicht fertiggestellten Partien des Muskauer Parks bewies, führte später wiederum dazu, dass Prinz Carl von Preußen Schirmer ab 1834 in Glienicke als Garten-Mitgestalter beschäftigte. Vom dortigen Park fertigte Schirmer mindestens vier Veduten, die durch Lithografien Bekanntheit gewannen.

## Widmung

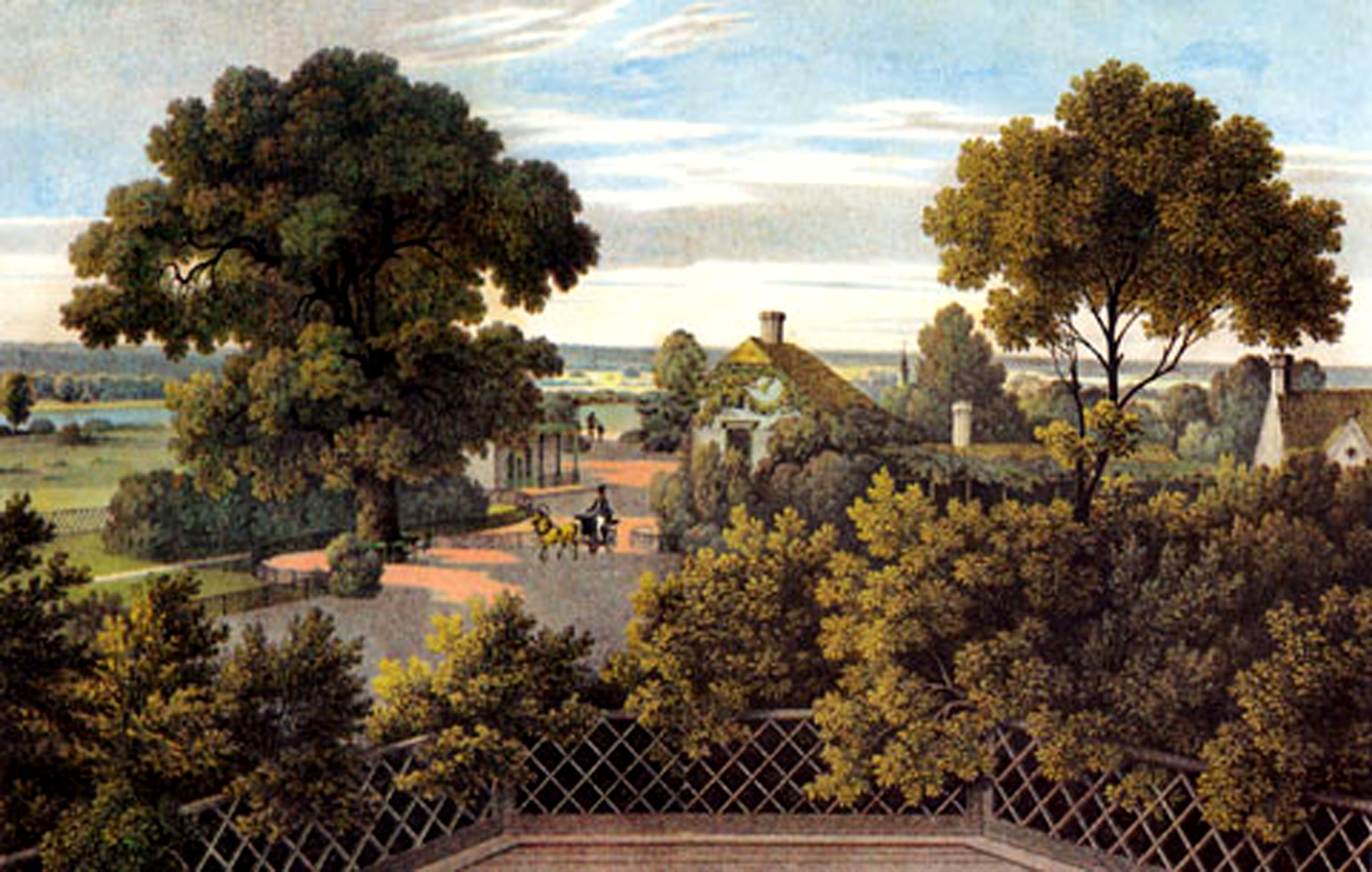
Illustrationstafel XXVII „Aussicht vom englischen Haus“

Pückler widmete das Werk Prinz Carl von Preußen, der bei der Gestaltung des Glienicker Parks als fürstlicher Gartengestalter meisterhaft dilettierte. Die Widmung, eine Mischung aus Selbstschmückung und Schmeichelei, lautet: 
„[…] Ich habe Eure Königliche Hoheit immer als ein Muster jener Art ritterlicher Liebenswürdigkeit bewundert, welcher durch echte Gemütlichkeit der für unser deutsches Herz wirksamste Zauber beigemischt ist.“
„Eure Hoheit sind aber außerdem auch ein Beschützer und Kenner des Schönen, wo es sich findet, und haben in neuester Zeit dem Gegenstande, von welchem das vorliegende Buch handelt – der Gartenkunst im höheren Sinne – ebenfalls Ihre tätige Aufmerksamkeit geschenkt. […]“
„Vergönnen Sie mir also, gnädigster Herr, diesen Versuch über Landschaftsgärtnerei durch Ihren erlauchten Namen zu schmücken, indem ich Ihnen denselben als ein schwaches Zeichen meiner höchsten Verehrung in Demut zu widmen wage.“
„Euer Königlichen Hoheit untertäniger Hermann Fürst von Pückler-Muskau.“
Es ist nicht überliefert, ob Prinz Carl sich durch die Widmung geehrt gefühlt hat. Er hat zwar die „Andeutungen“ für seine Gestaltungen in Glienicke zu Rate gezogen, es ist aber auffallend, dass er sich von Pückler sichtlich fernhielt, als jener den Glienicke benachbart gelegenen Babelsberger Park gestaltete. Der Prinz nutzte besonders die reisebedingte sechsjährige Abwesenheit des Fürsten, um sich von dessen Mitarbeiter Rehder Pücklersche Gestaltungsweisen erläutern zu lassen. Politisch standen sich der erzkonservative Prinz und der ja im preußischen Herrenhaus politisch aktive und sehr liberal eingestellte Fürst ohnehin diametral gegenüber.

## Gliederung
Die Andeutungen gliedern sich in zwei Teile. Im ersten legte Pückler seine theoretischen Gestaltungsweisen dar. Im zweiten beschrieb er den Muskauer Park in Bezug zu den im ersten Teil gemachten Aussagen. Die Schrift gibt also umfänglich Pücklers landschaftsgärtnerischen Intentionen wider. 
Erste Abtheilung

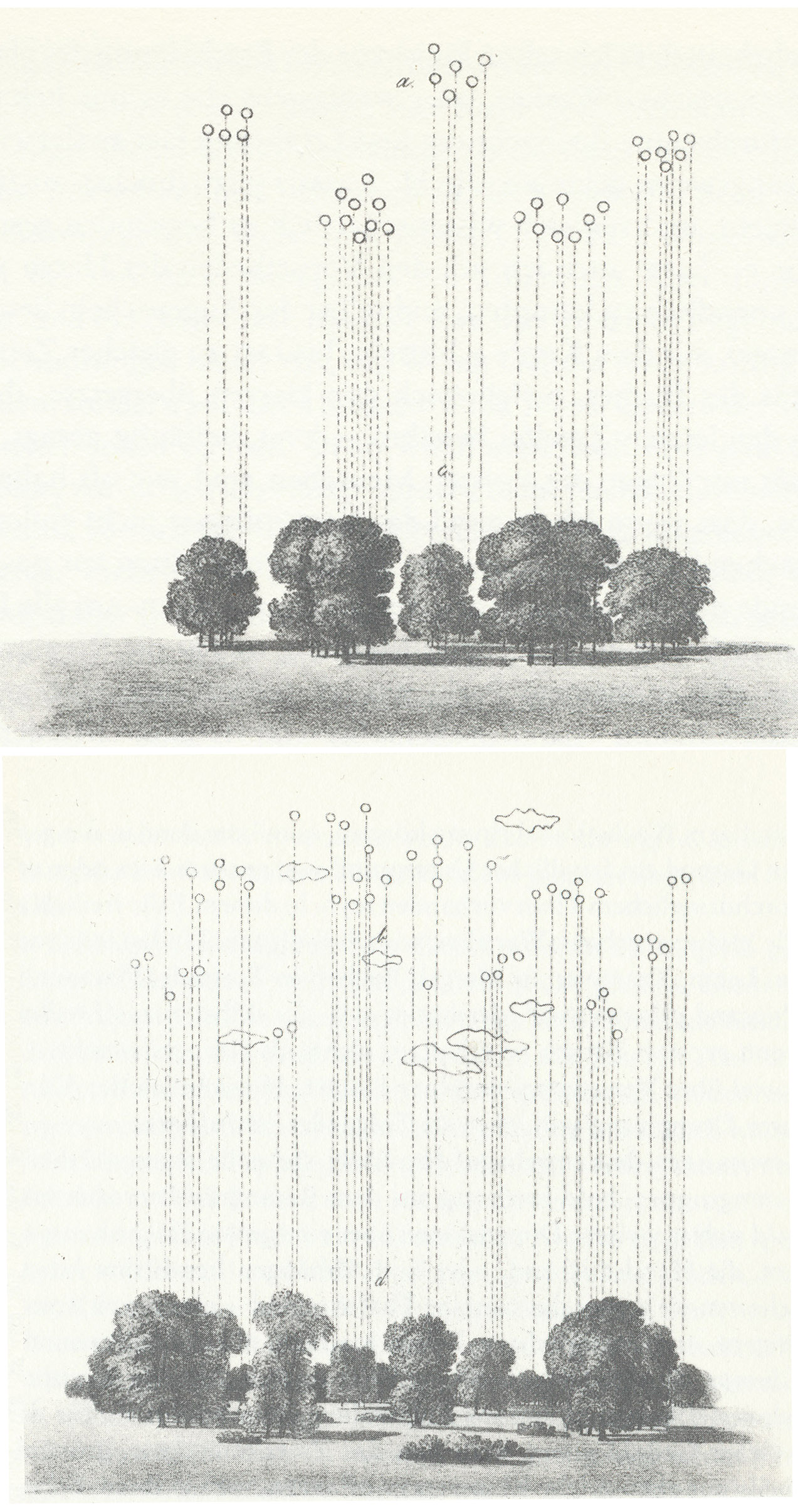
Illustrationstafel III „Gezwungen gepflanzte Baumguppe – Natürlich gepflanzte Baumgruppe“

1. Grundidee und Plan einer Gartenanlage
2. Größe und Ausdehnung
3. Umschließung
4. Gruppierung im Großen, und Gebäude
5. Park und Gärten
6. Über Anlegung von Park-, Wiesen- und Gartenrasen
7. Versetzung größerer Bäume und ihre Gruppierung. Pflanzungen überhaupt.
8. Wege
9. Wasser
10. Inseln
11. Felsen
12. Erdarbeiten und Planaden
13. Erhaltung

Zweite Abtheilung
Beschreibung des Parks zu Muskau und seine Entstehung
Erste Spazierfahrt
Zweite Spazierfahrt
Dritte Spazierfahrt

## Würdigung
1933, kurz bevor er aus dem Staatsdienst entlassen wurde, würdigte Edwin Redslob in seiner Funktion als Reichskunstwart Pücklers „Andeutungen“ zum Abschluss des Vorworts: „Pücklers Gartenbuch vollendet die Lehre von der Landschaftsgärtnerei, die seit 1760 etwa in England und danach in Deutschland aufkam. Es zeigt dabei mehr Beziehung zur englischen als zur deutschen Literatur, innerhalb derer sich Pücklers Werk mit Hirschfelds „Geschichte und Theorie der Gartenkunst“ (1775) und mit Ludwig von Sckells „Betrachtungen zur bildenden Gartenkunst“ (1819) zur Trias der die Entwicklung begleitenden Hauptwerke vereinigt.“

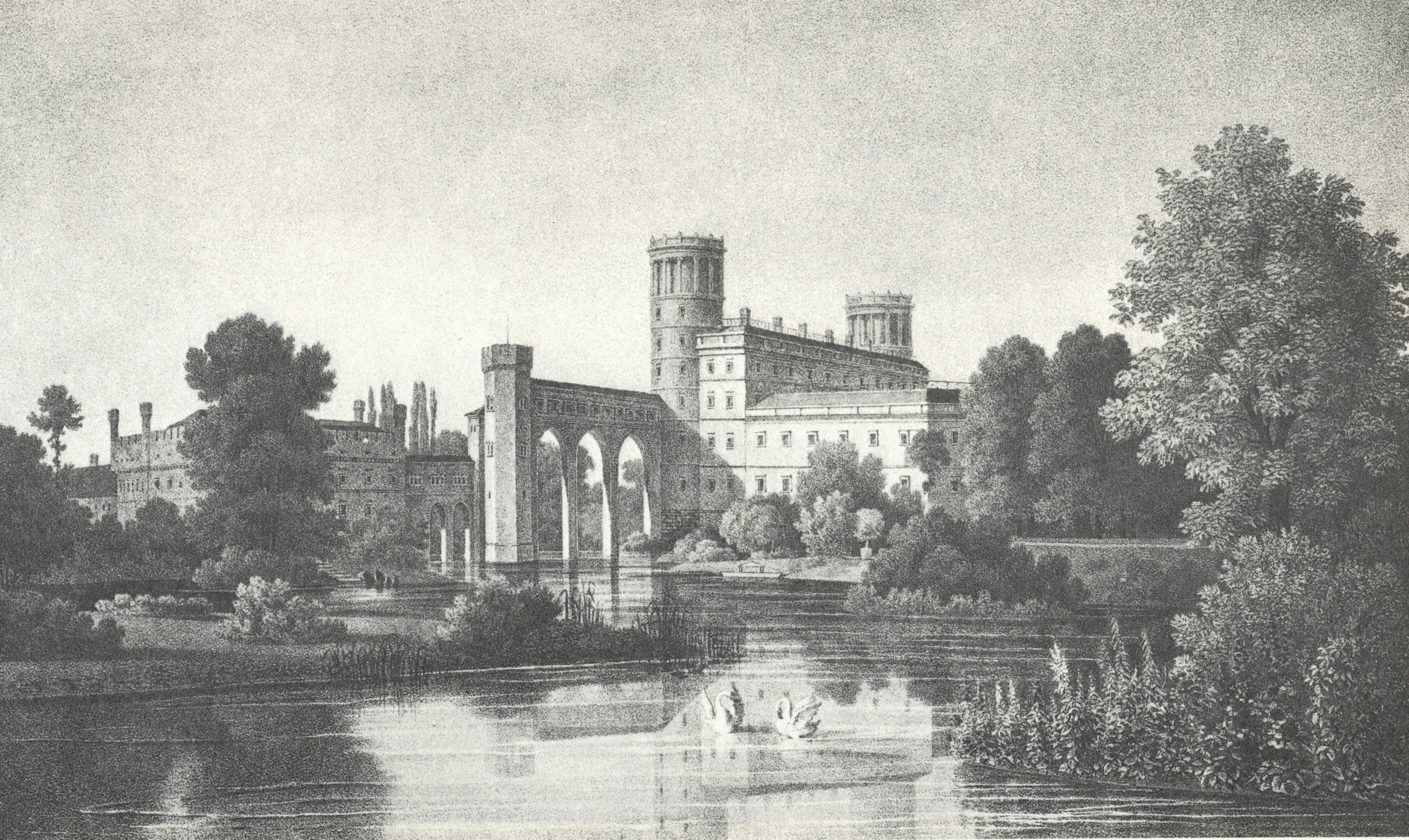
Schloss Muskau, Schirmers Darstellung des Umbauentwurfs von Schinkel, Tafel XX der „Andeutungen“

„Pücklers Wandlung vom Unterhaltungsschriftsteller zum Fachschriftsteller ist die eine Überraschung dieses Werkes. Die andere Überraschung aber besteht darin, daß es den Leser trotz strenger Beschränkung auf das Fachliche des Themas ein neues Verhältnis zur Natur zu geben vermag. Er geht nicht mehr halb schwärmend, halb ahnungslos durch Park und Landschaft: er hat Maßstab und Richtung, Wissen und Verständnis bekommen, er ist mit einem klugen Meister und Freund zusammen gewesen, der ihm doch sehr viel mehr gegeben hat, als bloße fachliche Mitteilungen – er ist der Natur näher gekommen und den Gesetzen des Wachstums, in die sich alles Menschenwerk einfügen muss.“
„So ordnet sich Pücklers scheinbar fachlich begrenztes Werk in die Geistesgeschichte ein. Was Goethe in Weimar begann, was er und Carl August von Weimar als Lebensstil einer neuen Zeit entwickelten, hat sich am Abschluß der klassizistisch-romantischen Epoche in dem Meister der Garten- und der Lebenskunst, im Fürsten von Pückler-Muskau vollendet: die Kraft, Weltanschauung aus der Natur zu gewinnen, Weltanschauung gestaltend auf die Natur zu übertragen. Das macht Fürst Pücklers Werk über Landschaftsgärtnerei zu einem Dokument der Geistesgeschichte.“

## Ausgaben
- Fürst-Pückler-Gesellschaft (Hrsg.), Hermann von Pückler-Muskau: Andeutungen über Landschaftsgärtnerei verbunden mit der Beschreibung ihrer praktischen Anwendung in Muskau. Deutscher Kunstverlag, Berlin 1933. (Ungekürzter aber in den Maßen reduzierter Nachdruck der 1. Aufl. von 1834, mit einer Einleitung von Reichkunstwart Edwin Redslob. VIII S., 276 Sp., XLIII S. 44 Tafeln in schwarz/weiß; querformat 21 × 30 cm.)
- Hermann von Pückler-Muskau: Andeutungen über Landschaftsgärtnerei verbunden mit der Beschreibung ihrer praktischen Anwendung in Muskau. Nachdruck der 1. Aufl. von 1834. Verlag von Hans Friedrich, Leipzig 1933. (Ungekürzter aber in den Maßen reduzierter Nachdruck der 1. Aufl. von 1834. 224 Seiten. Mit 44 Tafeln, einem Porträt und 4 mehrfach gefalteten Plänen. (Neuausgabe unter Leitung von Theodor Lange.))
- Hermann von Pückler-Muskau: Andeutungen über Landschaftsgärtnerei verbunden mit der Beschreibung ihrer praktischen Anwendung in Muskau. Veränderter Nachdruck des Nachdrucks Berlin 1933, Deutsche Verlagsanstalt, Stuttgart 1977. (Mit einem Geleitwort von Graf Lennart Bernadotte und einer Einleitung von Albrecht Kruse-Rodenacker, 155 Seiten, 44 Tafeln in schwarz/weiß.)
- Günther Vaupel (Hrsg.), Hermann von Pückler-Muskau: Andeutungen über Landschaftsgärtnerei verbunden mit der Beschreibung ihrer praktischen Anwendung in Muskau. Insel, Frankfurt a. M. 1988. (Insel-Taschenbuch, 372 S, 44 Abb., 7 Farbtafeln. Weitere Auflagen 1990, 1996, 2000.)
- Harri Günther (Hrsg.) Hermann von Pückler-Muskau: Andeutungen über Landschaftsgärtnerei verbunden mit der Beschreibung ihrer praktischen Anwendung in Muskau. Faksimile der Auflage 1834 mit dem im Original handkolorierten Atlas zu den „Andeutungen“ (4 Grundpläne, 44 Tafeln 35,5 × 52 cm) und einem Textband der „Andeutungen“ (227 S.) sowie einem neuen Kommentarband von Steffi Wendel und Anne Schäfer (78 S.) Edition Leipzig, Leipzig 1986; Neuauflage: Deutsche Verlags-Anstalt, Stuttgart 1996.
- Hermann von Pückler-Muskau: Andeutungen über Landschaftsgärtnerei verbunden mit der Beschreibung ihrer praktischen Anwendung in Muskau. Neuausgabe. Matrix-Verlag, Wiesbaden 2010.
- Foundation for Landscape Studies (Hrsg.) Hermann von Pückler-Muskau: Andeutungen über Landschaftsgärtnerei verbunden mit der Beschreibung ihrer praktischen Anwendung in Muskau. Birkhäuser, Basel/Berlin 2014. (Wissenschaftliche Neuausgabe mit Seitenkonkordanz.)
- Der Textteil der Ausgabe 1834 ist online abrufbar über „HEIDI“ der Universitätsbibliothek Heidelberg: https://digi.ub.uni-heidelberg.de/diglit/pueckler1834a.
- Die Karten aus dem Atlas Zu Den Andeutungen Über Landschaftsgærtnerei sind abrufbar in den Digitalen Sammlungen der Württembergischen Landesbibliothek (Digitalisat)